# HD 74622
HD 74622，又名CP-55 1688，SAO 236206、HR 3471，是一颗恒星，视星等为6.29，位于銀經272.73，銀緯-8.29，其B1900.0坐标为赤經8h 39m 43.3s，赤緯-55° -8.29′ 57″。